# Nemzeti Akkreditáló Hatóság
Nemzeti Akkreditáló Hatóság (NAH) ist die nationale Akkreditierungsstelle für Ungarn. Als Behörde untersteht sie dem ungarischen Wirtschaftsministerium. Sie wurde am 1. Januar 2016 gegründet und wurde durch das Dekret 27/2015 zur nationalen Akkreditierungsstelle benannt.
Sie akkreditiert unter anderem Prüflabore, Kalibrierlabore und Zertifizierungsstellen.
Nach der Überprüfung durch die EA zwischen 27. Juni und 5. August 2016 wurde die NAH am 5. Oktober 2016 Vollglied. Am 11. November 2016 wurde die NAH Vollmitglied der ILAC.
Ziel der NAH ist es auch Halal-Akkreditierung durchzuführen, um der ungarischen Landwirtschaft den Export in die Golfstaaten zu ermöglichen. Am 6. November 2016 gründete sie hierfür gemeinsam mit weiteren Staaten die IHAF (International Halal Accreditation Forum).